# Вулиця Федора Максименка (Київ)
Вулиця Федора Максименка — вулиця в Оболонському районі міста Києва, селище Пуща-Водиця. Пролягає від Міської вулиці до дороги в с. Горенка (продовженням слугує одна з вулиць села (офіційно — до Селянської вулиці).
Прилучаються вулиці 1-ша лінія, 2-га лінія, 3-тя лінія, 4-та лінія, проїзд без назви до вулиць Ірини Жиленко та Курортної (колишня Леніногорська вулиця), 5-та лінія, 6-та лінія, 7-ма лінія, 8-ма лінія, 9-та лінія, 10-та лінія, 11-та лінія, 12-та лінія, 13-та лінія та 14-та лінія.

## Історія
Виникла наприкінці XIX — на початку XX століття, мала назву (5-а) Гоголівська, на честь письменника Миколи Гоголя. З 1955 року мала назву Червонофлотська.
Сучасна назва на честь бібліографа-енциклопедиста, книгознавця Федора Максименка — з 2016 року.

## Установи та заклади
- № 18 — Дитяча музична школа № 39;
- № 26 — Київський міський клінічний госпіталь ветеранів війни; Дитяча поліклініка № 3 Оболонського р-ну;
- № 28 — Школа-інтернат № 25.

## Будівлі, що мають історичну або архітектурну цінність
- № 9 — Дві дерев'яні дачі (один будинок 1905 р., інший — 1910 р.);
- № 11 — Дача початку XX ст.;
- № 16 — Будинок поч. XX ст.

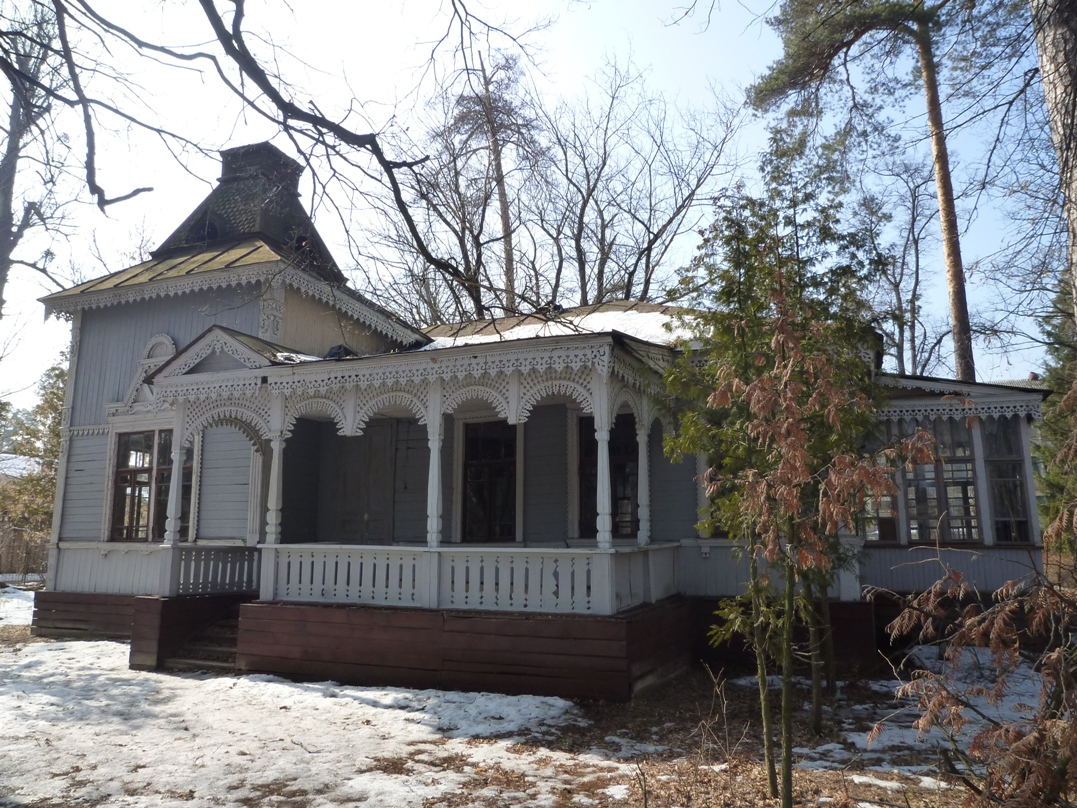
Дача 1905 р. (№ 9)
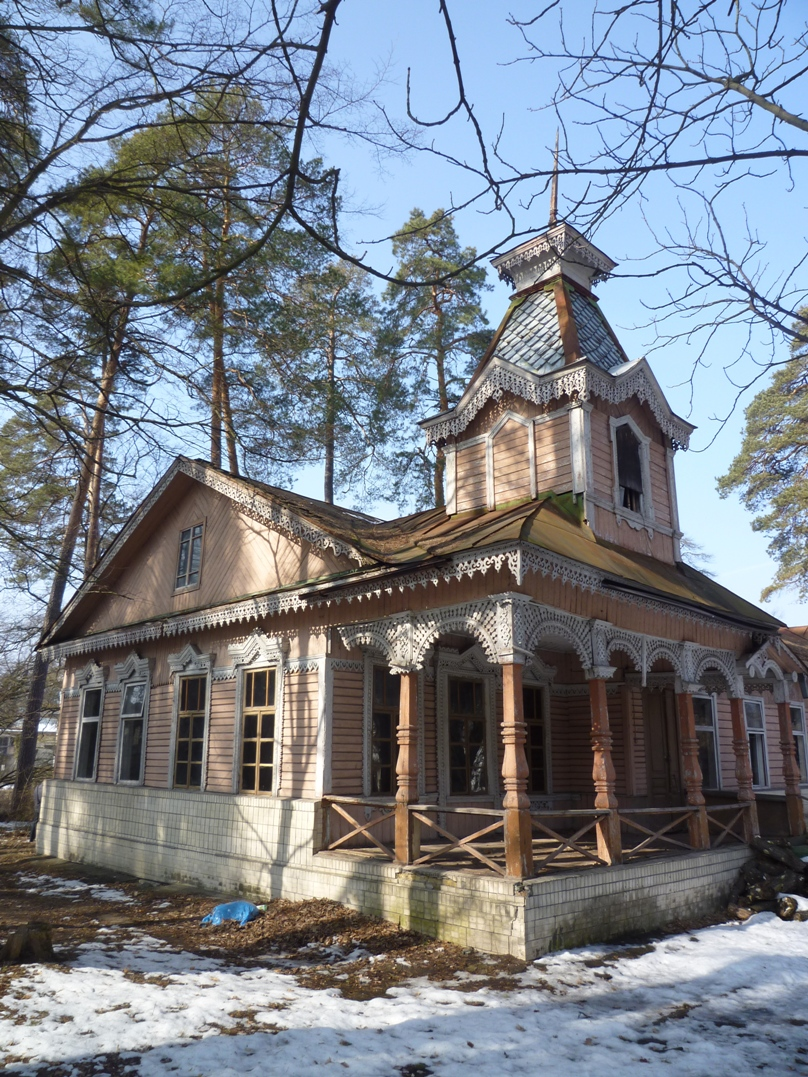
Дача 1910 р. (№ 9) — знищена в результаті пожежі у грудні 2012 року[4].
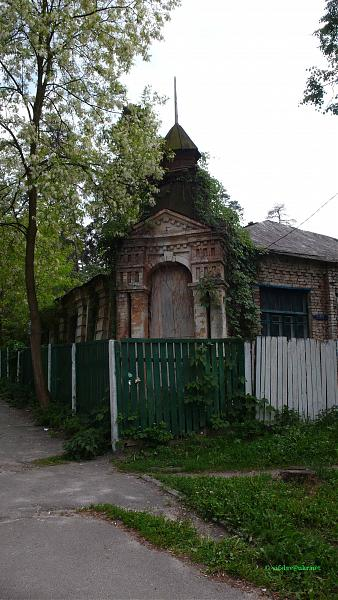
Дача початку XX ст. (№ 11)

## Особливості вулиці
Весь непарний бік вулиці далі 5-ї лінії проходить уздовж Пуща-Водицького лісу, а відтак — не має забудови.
Декілька будинків вулиці розташовані вже за Селянською вулицею і фактично являють собою маленький шматочок с. Горенка, але вони належать до Києва.